# Сан-Паулу-дус-Кампус-де-Пиратининга

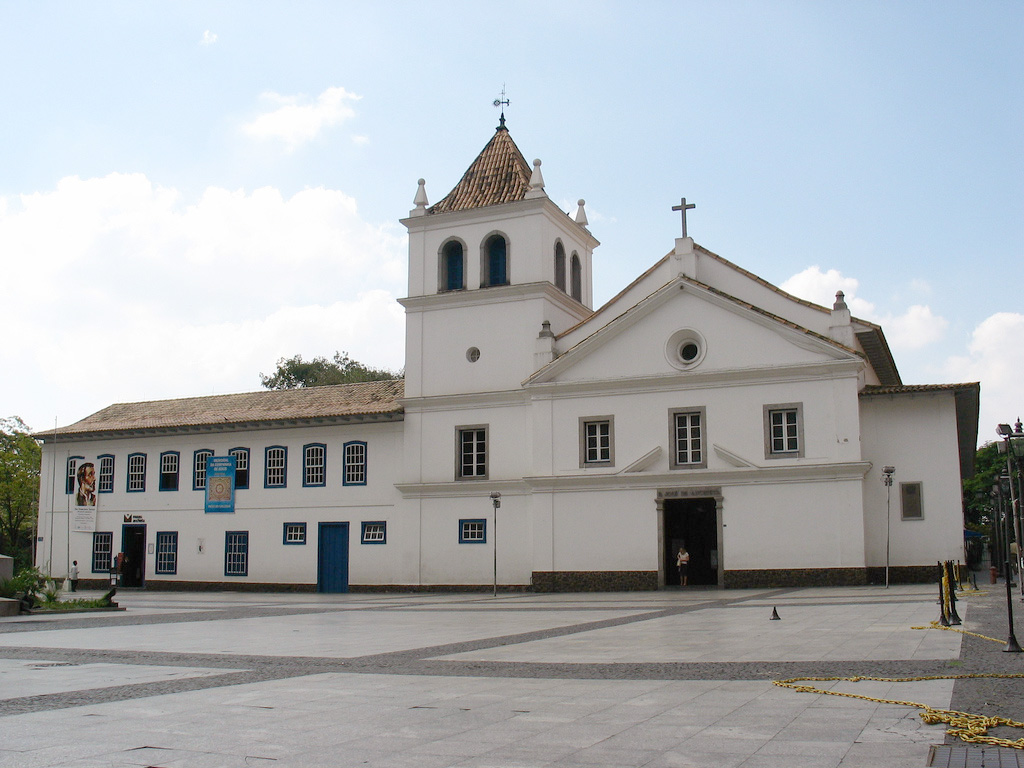
Патио-ду-Коледжиу: бывшая иезуитская церковь и колледж в центре Сан-Паулу. Место основания города.

Сан-Паулу-дус-Кампус-де-Пиратининга (порт. São Paulo dos Campos de Piratininga) — деревня капитанства Сан-Висенте и первое поселение муниципалитета Пиратининга, штата Сан-Паулу, Бразилия. Была основана как религиозная миссия и Королевский иезуитский колледж отцами Жозе ди Аншиетой и Мануэлом да Нобрегой 25 января 1554 года (дата первой мессы и годовщина обращения апостола Павла)
. Первоначально деревня была заселена португальскими поселенцами и двумя племенами гуаянас. Позже Сан-Паулу стал базой бандейризма, колониальной экспансии XVII века во внутренние районы Южной Америки.

## История
Первоначальный этап колонизации Бразилии португальцами протекал довольно вяло в силу того, что Португалию больше интересовала торговля с Африкой и Азией, чем освоение непроходимых бразильских джунглей. Но поскольку английские и французские корабли уже находились у побережья колоний в Латинской Америке, португальская корона считала, что ей необходимо защищать претензии на эту территорию. Чтобы облегчить бремя обороны, король Жуан III разделил побережье на «капитанства», расположенные на расстоянии 50 лиг друг от друга. Он раздал их знатным богатым португальцам, ожидая, что каждый из них позаботится о своей территории сам. Кроме того, опасаясь конфликтов с многочисленными индейскими племенами, проживавшими в Бразилии, Жуан III препятствовал освоению обширных внутренних земель.
Первое прибрежное поселение Бразилии, Сан-Висенти, было основано в 1532 году. Это была первая процветающая постоянная португальская колония в Новом Свете. Двадцать два года спустя покровитель бандейрантов вождь племени тупи Чибириса и миссионеры-иезуиты Мануэл да Нобрега и Жозе ди Аншиета основали деревню Сан-Паулу-дус-Кампус-де-Пиратининга в 68 километрах от Сан-Висенти. Эта миссионерская деревня была основана на плато между реками Тамандуати и Анхангабау. 25 января 1554 года священники отпраздновали открытие иезуитской школы, и эта дата стала считаться днём основания Сан-Паулу-дус-Кампус-де-Пиратининга.
Санту-Андре-да-Борда-ду-Кампу был городом, основанным в 1553 году на том же плато. В 1560 году угроза нападения коренных племён заставила многих поселенцев бежать из незащищенного Санто-Андре-да-Борда-ду-Кампо к стенам Патио-ду-Коледжиу в Сан-Паулу-дус-Кампус-де-Пиратининга, что способствовало быстрому росту поселения.
9 июля 1562 года на деревню была совершена атака индейцами племён гуарульюс, гуаянас и карихос, которые объединились в коалицию и восстали против союза между Чибирисой и иезуитами. Хотя поселение уцелело, ещё три десятилетия вокруг него бушевали стихийные вооружённые стычки.
С усилением роли бандейр в регионе усилился внутренний конфликт между бандерайнтами и миссионерами. С самого начала существования колонии цели иезуитов по евангелизации американских индейцев не совпадали с целями бандейрантов, которые использовали пленных туземцев в качестве рабов, а также получали прибыль от работорговли среди местных племён. В начале XVI века в Бразилии жило около 2,5 миллионов индейцев, а на середину XVIII века их численность оценивается в 1—1,5 миллиона. Некоторые племена, жившие вблизи атлантического побережья, вымерли от болезней или смешались с португальцами, остальные ушли вглубь континента. В уже освоенной части Бразилии возникла нехватка рабочей силы, которую не могли восполнить поставки рабов из Африки. Несмотря на то, что негры были более ценны по своим эксплуатационным качествам, существовал стойкий спрос на рабов-индейцев. Негр стоил в десять и более раз дороже индейца, что не мешало бандейрантам получать огромные прибыли. Кроме того, бандейранты приобрели множество союзников из числа коренного населения за счёт того, что использовали для коммуникации общий язык Сан-Паулу, смесь испанского, португальского и тупи, в противоположность священникам, которые пытались приучить тупи и гуарани к католической вере, португальскому языку и португальским обычаям. К тому же экспедиции бандейрантов принесли в регион торговлю и металлы, которые были важны для развивающейся экономики, такие как золото и серебро. В 1640 году бандейрантам удалось изгнать иезуитов. Только в 1653 году Фернан Диас Пайс разрешил священникам-иезуитам вернуться на земли Сан-Паулу.
В XVII веке в Сан-Паулу-дус-Кампус-де-Пиратининга проживали более тысячи индейцев и менее двухсот белых.
В 1709 году поселение, уже известное как Сан-Паулу, было назначено столицей капитанства Сан-Паулу-э-Минаш-ди-Оуру. Статус города был официально присвоен ему в 1711 году.